# 夏目花実
夏目 花実（なつめ はなみ、1994年4月16日 - ）は、日本の元タレント、元グラビアアイドル、元恵比寿マスカッツのメンバー、イラストレーター。福井県出身。

## 略歴
特技はバレエと送りバント（ソフトボール）。イラストレーターとしてdTV『 ゲッターズ飯田の本屋散歩』番組用イラストデザインや同事務所の今野杏南作、恋愛WEB小説「水魚の交わり」の表紙画を担当。また、『パチドルクエスト』（V☆パラダイス）では夏目がデザインしたオリジナルグッズが制作された。
タレント・歌手としては2015年9月24日より恵比寿★マスカッツ（現・恵比寿マスカッツ）のメンバーとして活動。
AbemaTV通販プレゼン対決番組『買えるバトルクラブ』において辛党派の夏目は激辛プルダック炒め麺を紹介し、売上個数1,000という記録を打ち立て勝利した。
2018年よりイラストレーターとしての活動も増えその独自の画風と発想力で各方面から定評を得ており、同年10月よりGMOペパポ株式会社運営のグッズ通販サイトSUZURIにて自身のオリジナルグッズを発表している。
バラエティ番組におけるMCアシスタント、レポーターとしての出演や『志村けんのバカ殿様』『志村けんのだいじょうぶだぁ』にもレギュラー出演しており、他コント番組においても物怖じしないリアクションで加藤茶など多くの大物芸人と共演。
女優としては2016年1月公開の『新宿スワンII』にて初の映画出演。また、ファッションモデルとしてもファッション通販サイト『メンズファッションプラス』にて専属モデルを務める。
『ぱちんこオリ術メガMIX』（ガイドワークス）Vol.28 よりレポートと4コマ漫画を連載した。
V☆パラダイス『パチドルクエスト』テーマソング（サイプレス上野とロベルト吉野のサイプレス上野プロデュース）MVにおいて沖ヒカル、木村魚拓と共にリリックとラップを披露。
2018年7月、六本木「バーレスク東京」と『パチドルクエスト』のコラボ企画『バーレスク東京✖️夏目花実 1日ショーガール就任イベント』にてゲストパフォーマーとして舞台に立った。
2018年12月15日、品川ステラボールでのライブ「冬の卒業式〜言っとくけど私たちず〜っとマスカッツ好きだからなSP〜」を以て恵比寿マスカッツを卒業。
2020年11月24日、芸能界を引退することを発表。
2022年3月7日、YouTubeチャンネル開設。

## 人物
所属していたマスカッツの冠番組『マスカットナイト』では、ひな壇イケイケキャラが定着していたが、本質は真面目で乙女な性格の為、番組出演当初は「怖い」「逃げたい」という思いだった、とインタビューで語っている。
同後継番組において地元で美容室を営む母親が電話で度々登場し涙ながらに福井弁で会話する場面が名物となっていた。
グループ卒業以降はアイドル活動が終了したこともあり、2019年2月に手首に福井県の形を彫り、以降もセプタムへのピアス、両腕、足首へのタトゥーなどを施している。
湊莉久とは恵比寿マスカッツ時代からの付き合いで、一緒に番組もやったことがある。

## 出演

### テレビ
レギュラー
- マスカットナイト（2015年10月8日 - 2017年3月30日、テレビ東京）
- スリルな夜!（2016年5月10日 - 2018年3月26日、AbemaTV）
- パチドルクエスト（2017年4月 - 、V☆パラダイス）
- マスカットナイト・フィーバー!!!（2017年4月6日 - 9月28日、テレビ東京）
- 恵比寿マスカッツ横丁!（2017年10月5日 - 12月28日、テレビ東京）
- モデルプレスナイト（ひかりTV） - 準レギュラー
- 恵比寿マスカッツ 1.5 真夜中のワイドショー（2017年11月9日 - 2018年12月20日、AbemaTV）
- 恵比寿マスカッツのすぽスポSPORTS（2018年5月9日 - 2018年12月26日、BSスカパー!）
- はなみなと（2018年5月16日 - 2019年1月16日、エンタ!959）
- 志村けんのだいじょうぶだぁ（フジテレビ）
  - 春だ祭りだスペシャル（2016年3月15日）
  - ドリフみんな大集合【12年ぶり新作コント】スペシャル（2017年3月15日）
  - 笑顔でファミリースペシャル（2017年11月21日）
  - 春!笑いのお祝いスペシャル（2018年4月18日）
  - 真夏の暑気笑いスペシャル（2018年8月14日）
  - 春一番爆笑スペシャル（2019年2月27日）
- 志村けんのバカ殿様（フジテレビ）
  - 家族そろって初笑いスペシャル（2017年1月11日）
  - 花火大会スペシャル（2017年10月18日）
  - 家族揃って初笑いSP（2018年1月10日）
  - 秋の大収穫祭スペシャル（2018年11月20日）
  - お年玉コント大放出スペシャル（2019年1月9日）

### 映画
- 新宿スワンII（2016年1月21日、ソニー・ピクチャーズエンタテインメント）

### 広告・CM
- 「ジョイポリス」
- 「年末年始 モンストやるなよ」なんかもらえる篇（2016年12月2日 - ）
- 「ライザップ」ベストヒップコンテスト
- メンズファッションプラス - モデル
- 「熟成肉×bistro OGINO」PV - レポーター

### ラジオ
- 「Multiply Radio」（FM愛知）
- BeautyTalk〜イッてええのん?〜（2016年10月3日 - 2017年9月30日 JFN PARK）

### ウェブテレビ
- WINTICKET ミッドナイト競輪（2019年4月‐、AbemaTV）日替わり出演者のひとり

### 雑誌
- ぱちんこオリ術メガMIX（ガイドワークス）Vol.28よりレポート、4コマ漫画連載

### デジタル写真集
- デジタルwarp girls“SWIPE ME.”by 佐野円香＿夏目花実「大好き。記念日デート」（TWJ BOOKS）

### ミュージックビデオ
- D-LITE – ナルバキスン（Look at me, Gwisun）
- 『パチドルクエスト』テーマソング
- Hilcrhyme - Lost love song【II】
- 大橋トリオ -  S・M・I・L・E・S

### イメージガール
- 純米酒「歌舞伎城」[15]

### ドラマ
- ドメスティックな彼女（2016年） - 瑠衣 役[16]

### イラスト
- 『水魚の交わり/今野杏南』（小説 表紙イラスト）[4]
- 『ゲッターズ飯田の本屋散歩』（dTV）
- Rethink Creative Contest（広告 漫画）
- 『あなたにこの声が届くまで/チロル』（CDジャケット）